# Страховский, Иван Михайлович
Иван Михайлович Страховский (1866—1918) — губернатор Тургайской области, Вятской, Тифлисской губерний; тайный советник (1915).

## Биография
Родился в Черниговской губернии. Окончил Александровский лицей (1887).
В 1889—1890 годах — чиновник особых поручений при черниговском губернаторе, в 1891—1893 — непременный член и председатель Каргопольского уездного по крестьянским делам присутствия, в 1894—1896 — советник Оренбургского губернского правления, в 1896—1899 — непременный член Оренбургского губернского присутствия, в 1899—1902 — мировой судья, в 1903—1908 — помощник управляющего земским отделом министерства внутренних дел.
В 1908—1910 годах он был губернатором Тургайской области, в 1910—1914 — Вятской, в 1914—1916 — Тифлисской губерний. В Вятской губернии явился проводником Столыпинской реформы. Выпускник Александровского лицея Николай Владимирович Буторов (1884—1970), которого Страховский пригласил на должность советника Тургайского областного правления (исполнявшего к тому же обязанности вице-губернатора), писал:

Иван Михайлович Страховский был исключением среди нашего чиновничества. Он не застыл от канцелярщины, не стал сухим сухарём. Энергичный, удивительный работник, исключительно способный администратор, он не забывал своих литературных и философских интересов и удивлял всесторонностью своего образования. Умело руководя своими помощниками, Страховский не только сумел их приучить к самостоятельной работе, но и заставил полюбить эту работу — с ним она всегда была живая, творческая.

В 1913 году предложил реформировать административное управление на «областных началах», то есть на принципах автономизации регионов.
Погиб в 1918 году при попытке перехода финской границы.

## Награды
российские
- Орден Святого Станислава 3-й степени (1892)
- Орден Святой Анны 2-й степени (1901)
- Орден Святого Владимира 4-й степени (1903)
- Орден Святого Владимира 3-й степени (1909)
- Орден Святого Станислава 1-й степени (1911)

иностранные
Бухарский орден Золотой звезды 1-й степени (1909)